# Constantin Popovici (academician)
Constantin Popovici (n. 21 mai 1924, Romancăuți, Secureni, județul Hotin, România – d. 5 decembrie 2010, Chișinău, Republica Moldova) a fost un filolog și eminescolog sovietic și moldovean, specialist în literatura română, care a fost ales ca membru titular al Academiei de Științe a Moldovei. Membru PCUS din 1969.